# 斯特雷汉齐 (捷尔诺波尔州)
49°33′41″N 24°51′15″E / 49.56139°N 24.85417°E
斯特雷漢齊（羅馬化：Stryhantsi）是位於烏克蘭西南部的村莊，由特諾皮爾州特諾皮爾區的納拉伊夫市鎮負責管轄。該村始建於1454年，面積0.92平方公里，海拔高度296米，2014年人口403，人口密度每平方公里547.4人。